# Eccellenza Liguria 2004-2005
Il campionato italiano di calcio di Eccellenza regionale 2004-2005 è stato il quattordicesimo organizzato in Italia. Rappresenta il sesto livello del calcio italiano.
Questi sono i gironi organizzati dal comitato regionale della regione Liguria.

## Squadre partecipanti
| Squadra                   | Città                               |
| ------------------------- | ----------------------------------- |
| U.S. Bolzanetese Virtus   | Bolzaneto di Genova (GE)            |
| G.S. Brugnato             | Brugnato (SP)                       |
| A.S. Busalla              | Busalla (GE)                        |
| A.C.D. Virtus Entella     | Chiavari (GE)                       |
| F.B.C. Finale             | Finale Ligure (SV)                  |
| U.S.C. Golfodianese       | San Bartolomeo al Mare (IM)         |
| U.S. Imperia 1923         | Imperia (IM)                        |
| S.C.D. Ligorna 1922       | Struppa di Genova (GE)              |
| U.S. Polis                | Genova (GE)                         |
| U.S.D. Pontedecimo 1907   | Pontedecimo di Genova (GE)          |
| S.C. Rivasamba            | Riva Trigoso di Sestri Levante (GE) |
| Sarzanese                 | Sarzana (SP)                        |
| F.S. Sestrese 1919 Calcio | Sestri Ponente di Genova (GE)       |
| U.S.D. Sestri Levante     | Sestri Levante (GE)                 |
| F.C. Varazze Don Bosco    | Varazze (SV)                        |
| A.S.D. Ventimiglia Calcio | Ventimiglia (IM)                    |

## Classifica finale
|  | Pos. | Squadra            | Pt | G  | V  | N  | P  | GF | GS | DR  |
|  | ---- | ------------------ | -- | -- | -- | -- | -- | -- | -- | --- |
|  | 1.   | Sestri Levante     | 70 | 30 | 21 | 7  | 2  | 64 | 19 | +45 |
|  | 2.   | Sestrese           | 68 | 30 | 20 | 8  | 2  | 67 | 35 | +32 |
|  | 3.   | Pontedecimo        | 54 | 30 | 16 | 6  | 8  | 48 | 39 | +9  |
|  | 4.   | Imperia            | 51 | 30 | 14 | 9  | 7  | 51 | 34 | +17 |
|  | 5.   | Ventimiglia        | 46 | 30 | 13 | 7  | 10 | 37 | 32 | +5  |
|  | 6.   | Polis              | 45 | 30 | 12 | 9  | 9  | 42 | 37 | +5  |
|  | 7.   | Chiavari V.L.      | 42 | 30 | 10 | 12 | 8  | 34 | 23 | +11 |
|  | 8.   | Sarzanese          | 37 | 30 | 8  | 13 | 9  | 42 | 39 | +3  |
|  | 9.   | Brugnato           | 36 | 30 | 9  | 9  | 12 | 29 | 37 | -8  |
|  | 10.  | Rivasamba          | 32 | 30 | 6  | 14 | 10 | 31 | 34 | -3  |
|  | 11.  | Varazze Don Bosco  | 32 | 30 | 8  | 8  | 14 | 30 | 39 | -9  |
|  | 12.  | Bolzanetese Virtus | 31 | 30 | 6  | 13 | 11 | 36 | 48 | -12 |
|  | 13.  | Busalla            | 31 | 30 | 7  | 10 | 13 | 44 | 47 | -3  |
|  | 14.  | Golfodianesee      | 29 | 30 | 7  | 8  | 15 | 33 | 48 | -15 |
|  | 15.  | Finale             | 27 | 30 | 5  | 12 | 13 | 33 | 49 | -16 |
|  | 16.  | Ligorna            | 14 | 30 | 3  | 5  | 22 | 23 | 84 | -61 |